# Штам «Андромеда»
«Штам „Андроме́да“» (англ. The Andromeda Strain; 1969) — роман жанру технотрилер, написаний американським письменником Майклом Крайтоном, у якому розповідається про боротьбу вчених зі смертельно небезпечними організмами, що потрапили з космосу у штат Аризона. Роман з'явився у Списку бестелерів New York Times.

## Сюжет
Військовий супутник серії «Скуп» падає на Землю. Повітряне спостереження показує, що ймовірно усі в місті П'єдмонт, де впав супутник мертві. Командир військової бази підозрює, що супутник повернувся з позаземним організмом і рекомендує розпочати операцію Лісова пожежа — спеціальний протокол для спонсорованої урядом команди боротьби з позаземним біологічною загрозою. Ціль команди — з'ясувати, все можливе про цей організм та виробити засіб протидії йому.
Науковці припускають, що супутник, запущений у верхні шари атмосфери, щоби зловити мікроорганізми, які можна було б використовувати у біологічній зброї, повернувся з бактеріями, які вбивають майже миттєво, викликаючи дисеміноване внутрішньосудинне згортання крові. При дослідженні міста команда «Лісова пожежа» виявляє, що усі жителі або вмерли на півкроці, або скоїли дуже дивні суїциди. Також виявляється, що двоє п'єдмонтських жителів — пристарілий залежний від алкоголю Пітер Джексон та постійно плачуче немовля Джемі Риттер — повні біологічні протилежності — якось вижили, побороли хворобу.
Чоловіка, немовля та супутника було доставлено до підземної секретної лабораторії «Лісова пожежа» — об'єкт, що охороняється та обладнаний всіма можливими механізмами стримування біологічної небезпеки, включаючи ядерну зброю, щоби спопелити небезпеку за потреби. «Лісова пожежа» — прихована віддалена територія біля вигаданого містечка Флетрок, Невада, що розташоване в 60 милях (приблизно 96.5 кілометрів) від Лас-Вегасу, схована у підвалах під станцією дослідження Міністерства сільського господарства США.
Подальші дослідження показують, що дивні смерті були спричинені позаземним мікроорганізмом, що потрапив на землю з військового супутника, збитого з орбіти Землі ударом мікрометеориту, та має кристалічну структуру. Мікроба має усі потрібні для земного життя хімічні елементи, але у ній відсутні ДНК, РНК, білки та амінокислоти, але вона напряму перетворює енергію в матерію та навпаки.
Мікроба, якій було дано кодову назву «Андромеда», мутує з кожним циклом росту та змінює своє біологічні властивості. Науковці дослідили, що Андромеда росте тільки в межах вузького рівня pH — діапазоні 7,39–7,43 — що є показником нормального рівня кислотності крові здорової людини. Це послугувало причиною того, чому Пітер Джексон та Джемі Риттер вижили: обидва мали ненормальний показник рівня кислотності крові (кров Джексона була надто кислотною, бо він хворів на виразку, та, окрім того, постійно приймав денатурат з аспірином; а кров немовляти була надто лужною від гіпервентиляції). Однак, поки науковці це усвідомили, Андромеда мутувала до форми, що змогла зруйнувати лабораторні гумові прокладки, вибратися з локалізованого оточення та заразити станцію. Доктор Бартон, що потрапив у пастку вимагає, щоби Стоун ввів йому Калоцин (вигаданий «універсальний антибіотик»); Стоун відмовляється, стверджуючи, що це зробить Бартона вразливим до інших небезпечних хвороб. Бартон виживає, тому, що мутована Андромеда більше не є смертельно-небезпечною для людей.
Мутована Андромеда руйнує синтетичні гумові двері та люк ущільнення «Лісової пожежі», і виривається на поверхню. Атомна бомба самознищення, запрограмована на детонацію у разі виявлення руйнування локалізованого середовища та поширення інфекції, активується. Науковці усвідомлюють, що Андромеда може скористатися енергією, що виділиться у разі атомного вибуху, і це дасть їй можливість вирости у суперколонію менш ніж за один день.
Щоби зупинити детонацію, доктор Голл повинен вставити спеціальний ключ, який він носить з собою, в аварійну підстанцію будь-де на «Лісовій пожежі». На жаль, він потрапив у секцію, де відсутні аварійні підстанції. Він повинен пройти смугу перешкод системи автоматичного захисту станції, щоби дістатися на вищий рівень, де були робочі підстанції. Він ледве знешкоджує бомбу вчасно перед тим, як усе повітря викачається з найнижчого рівня комплексу. Андромеда підозрюється у тому, що в кінцевому результаті вона мутувала у безпечну форму та перенеслася у вищі шари атмосфери з нижчим рівнем кисню — кращих умов для росту.
Епілог роману розповідає, як пілотований людиною корабель «Andros V» згорів під час входження у верхні шари атмосфери — ймовірно через те, що Андромеда «з'їла» пластиковий люк ущільнення, чим спричинила загоряння.

## Головні герої
- Доктор Джеремі Стоун – Професор та завідувач кафедри бактеріології Стенфордського університету; вигаданий переможець 1961 Нобелівської премії з фізіології та медицини, попри те, що справжнім переможцем цієї премії був Георг фон Бекеші[1].
- Доктор Чарльз Бартон – Професор патології Байлорського коледжу медицини.
- Доктор Пітер Левітт – Доктор мікробіології з епілепсєю.
- Доктор Марк Голл – Хірург.

## Фон
Крайтон надихнувся на створення свого роману після прочитання Досьє Іпкресс, написаного Леном Дайтоном, коли вчився в Англії. Письменник висловлювався, що він був "жахливо враженим" цією книгою - "Андромеда схожа до Іпкресс в засобах створення вигаданого світу, використовуючи засоби, що можна розпізнати та реальних людей". Він писав свій роман більш ніж три роки.

## Адаптації
У 1971 книга Штам «Андромеда» послугувала основою для створення фільму з такою ж назвою, режисованого Робертом Вайзом з участю Артура Гілла (як Стоун), Джеймса Олсона (як Голл), Кейт Рід (як Левітт) (змінено на жіночий персонаж — Рут Левітт) та Девіда Вайна (роль Бартона).
2008-го року за мотивами Штаму «Андромеда» знято однойменний мінісеріал, продюсований Рідлі та Тоні Скоттом і Френком Дарабонтом за участю Бенджаміна Бретта (як Голл). Інші герої та персонажі були сильно змінені, у порівнянні з романом.

### Музичні адаптації
- Дез-метал-група Nocturnus має пісню, названу «Штам Андромеда» у своєму дебютному альбому The Key.
- Група прогресивного металу Shadow Gallery також має пісню, названу «Штам Андромеда», у якій йдеться про генно-інженерну біологічну зброю, в альбому Room V.
- Клаус Шульце провів концерт під назвою «Штам Андромеда».

## Відгуки
Відгуки для "Штаму Андромеда" – надзвичайно позитивні, і цей роман став американським бестселером, що надав Майклу Крайтону звання поважного новеліста та письменника наукової фантастики.
The Pittsburgh Press описало це як "Жорстоко захопливий... Душероздираючий досвід."
Detroit Free Press назвало це "Жахливо правдоподібна невизначеність... [що] приклеїть вас до стільця."
Library Journal написали, що Штам «Андромеда» був "Одним з найважливіших романів року (1969)."
The New York Times, Крістофер Леманн-Гаупт сказав: "Я був стомлений довгим днем в країні. Я не спав сном. Мої руки стомилися від підпирання голови. Перегортуванням від сторони до сторони я зігнав кішок від їхнього місця біля ліжка,і вони були розсерджені. Дуже ймовірно я заважав своїй дружині спати. Але мені було добре з Штамом «Андромеда» Майкла Крайтона, і він змусив мене переконатись, що все це відбувалося насправді."